# 爱国人民阵线

爱国人民阵线标志，绘有匈牙利革命家科苏特·拉约什的头像。

爱国人民阵线（匈牙利語：Hazafias Népfront，缩写为HNF）是匈牙利人民共和国的一个统一战线组织。1954年10月22日—24日，在纳吉·伊姆雷的主持下，匈牙利独立人民阵线改组为爱国人民阵线。该组织先后由匈牙利劳动人民党和匈牙利社会主义工人党领导。1989年12月14日—15日，爱国人民阵线第十一次代表大会召开，决定停止活动。
根据1972年匈牙利国民议会通过的宪法，爱国人民阵线的职责是团结社会各方力量，全面建设社会主义，并完成政治、经济、文化方面的各项任务。爱国人民阵线参与各级人民代表机构的选举及其工作，包括参与筹备和组织各级人民代表机构的选举，参与制定经济政策、国民经济计划和地方经济发展计划，参与制定和执行社会主义的文化教育政策，并对群众进行社会主义、爱国主义和国际主义的教育。此外，它还负责反映群众意见，组织群众监督政府机构的工作，协助地方议会改善居民福利和文化生活等。爱国人民阵线有自上而下的严密组织结构，其最高领导机构是由代表大会选出的全国理事会及其主席团，还设有财务监察委员会。代表大会每5年召开一次。